# Sacramento de Jesús
Sacramento de Jesús är en ort i Mexiko.   Den ligger i kommunen Tuxtla Gutiérrez och delstaten Chiapas, i den sydöstra delen av landet, 700 km öster om huvudstaden Mexico City. Sacramento de Jesús ligger 487 meter över havet och antalet invånare är 118.
Terrängen runt Sacramento de Jesús är varierad. Runt Sacramento de Jesús är det ganska tätbefolkat, med 58 invånare per kvadratkilometer. Närmaste större samhälle är Tuxtla Gutiérrez, 8,8 km nordväst om Sacramento de Jesús. Omgivningarna runt Sacramento de Jesús är en mosaik av jordbruksmark och naturlig växtlighet.